# Missitrichia
Missitrichia is een geslacht van schietmotten uit de familie Hydroptilidae.

## Soorten
Deze lijst is mogelijk niet compleet.
- M. nusam A Wells, 1991